# Maxim Integrated
Maxim Integrated est une société internationale qui développe, fabrique et commercialise des puces électroniques (semi-conducteurs).
Maxim Integrated développe des circuits imprimés dans le domaine privé et public. La société est basée à San José, en Californie et dispose de diverses infrastructures à travers le monde.

## Histoire
Maxim Integrated fut fondée en avril 1983, par une équipe de neuf personnes disposant de diverses aptitudes dans la fabrication de semi-conducteurs ainsi que dans la vente.
Sur la base d'un plan d'affaires de deux pages, ils ont obtenu 9 millions de dollars en capital-risque afin de créer la société. La première année l'entreprise construit 24 produit de seconde source pour ensuite concevoir ses propres produits.
1987 fut la première année rentable où la société pu dégager un bénéfice, l'année 1988 marqua son introduction en bourse avec un chiffre d'affaires annuel qui atteint 500 millions de dollars, en 2011 il s'élève à plus de 2,47 milliards de dollars.
À partir de 2011 la société a produit et vendu plusieurs milliers de produits différents et compte environ 9300 salariés dont 4500 sont employés aux États-Unis.
En juillet 2020, Analog Devices est en négociation exclusive pour acquérir pour 17,1 milliards de dollars Maxim Integrated.

## Liens
- (en) Site officiel